# Obereopsis angolana
Obereopsis angolana là một loài bọ cánh cứng trong họ Cerambycidae.